# تيم أورورك
تيم أورورك (بالإنجليزية: Tim O'Rourke)‏ هو لاعب كرة قاعدة أمريكي، ولد في 18 مايو 1864 في شيكاغو في الولايات المتحدة، وتوفي في 20 أبريل 1938 في سياتل في الولايات المتحدة.

## وصلات خارجية
- تيم أورورك على موقعبيزبول رفرنس.كوم (الدوري الرئيسي) (الإنجليزية)
- تيم أورورك على موقعبيزبول رفرنس.كوم (الدوري الثانوي) (الإنجليزية)